# De roos van Bantry
De roos van Bantry is het 30ste album uit de stripreeks de Blauwbloezen. Het werd getekend door Lambil en het scenario werd geschreven door Raoul Cauvin. Het album werd uitgegeven in 1989.

## Het verhaal
Het verhaal begint als Chesterfield en Blutch voor de krijgsraad ter dood veroordeeld worden. Dit houdt verband met een poging van Chesterfield om Blutch aan te laten vallen op zijn paard, Arabesk. Deze poging is finaal misgelopen en heeft ertoe geleid dat ze voor de krijgsraad zijn gedaagd.
Halverwege de raad komt generaal Gooseberry binnen, een afgevaardigde uit Washington D.C.. Hij geeft Blutch en Chesterfield de keus om onder hun doodvonnis uit te komen, als ze meewerken aan een geheime opdracht. Een zekere Mr Hogan, een politicus uit het Zuiden, zal met het Ierse schip De roos van Bantry naar Europa varen en proberen om Engeland en Frankrijk voor de zaak van de Zuidelijken te winnen. Iets wat de Noordelijken natuurlijk willen voorkomen. Blutch moet zich voordoen als een Ierse jongen, die zijn overleden vader in zijn geboorteland wil begraven. Chesterfield speelt hierbij de overleden vader en verstopt zich in de kist. Op die manier kan Chesterfield Mr Hogan stilletjes uit de weg ruimen, terwijl Blutch zich bij de kapitein bevindt. Zo heeft Blutch een alibi.
Blutch heeft echter moeite om Mr Hogan te identificeren. Hij ziet per ongeluk een andere passagier, Samuel Kavanagh, aan voor Mr Hogan. De aanslag mislukt en Blutch en Chesterfield vallen door de mand. Ze worden in een sloep overboord gezet. Veel later worden ze door een ander schip opgepikt en weten met moeite Amerika weer te bereiken. Daar krijgen ze het nieuws te horen dat het de Pocahontas is gelukt om De roos van Bantry te praaien. De kapitein heeft daarbij Mr Hogan uitgeleverd aan de Noordelijke marine.
Wanneer Blutch en Chesterfield Mr Hogan in de gevangenis ontmoeten, blijk dit echter de andere passagier te zijn, Samuel Kavanagh. De kapitein heeft de Noordelijken dus een loer gedraaid. Blutch en Chesterfield besluiten echter hun mond te houden om verdere problemen te vermijden. De generale staf komt er uiteindelijk toch achter. Het verhaal eindigt ermee dat Blutch en Chesterfield zich al 4 dagen verborgen houden in een uitkijkballon.

## Hoofdpersonages
- Korporaal Blutch is het toonbeeld van de slechte soldaat, hij denkt aan niets anders dan deserteren.
- Sergeant C. Chesterfield is het tegenovergestelde van Blutch, hij heeft een haat-liefdeverhouding met hem.
- Generaal Gooseberry is het brein achter de hele operatie.
- Kapitein O'Connell is de gezagvoerder op De roos van Bantry. Hij is aan de drank en heeft een zwak voor geld.
- Jos Hogan is een zuidelijke politicus die probeert in Engeland en Frankrijk voor zijn zaak te winnen.
- Samuel Kavanagh is een onschuldige passagier die uiteindelijk de dupe wordt van alles.